# Galactites
Galactites es un género de plantas con flores perteneciente a la familia de las asteráceas. Comprende 16 especies descritas y de estas, solo 3 y un híbrido aceptados. Es nativo del Mediterráneo y, curiosamente y según el Herbario de Linneo, de la India.

## Descripción
Es un género herbáceo,  anual, espinoso, con indumentaria de pelos esencialmente unicelulares araneosos. Los tallos son simples o ramificados, alados; las hojas alternas, las basales rosuladas y cortamente pecioladas, el resto sésiles, decurrentes, pinnatífidas, pinnatipartidas o pinnatisectas –rara vez enteras o sinuadas y dentadas–, con margen dentado y espinoso o espinuloso. Los capítulos son multifloros, terminales, solitarios, en inflorescencias corimbiformes o en grupos compactos, sésiles o pedunculados, radiantes. El involucro es ovoide o más o menos cilíndrico con brácteas en 4-7 series, imbricadas y de erecto-patentes a patentes, más o menos coriáceas, mayores hacia el interior, las externas y medias con espina apical bien desarrollada, las internas inermes. El receptáculo es plano, alveolado, con pelos blanquecinos, lisos. Los flósculos, en su mayoría hermafroditas, tienen la corola pentámera, glabra, blanca, purpúrea, rosada o blanquecino-rosada; la de
las flores estériles periféricas tubular-infundibuliforme, actinomorfa, con 5 lóbulos más o menos iguales; la de las flores hermafroditas centrales con limbo de 5 lóbulos desiguales. Los estambres tienen las anteras con conectivo apical prolongado
en una lengüeta, sin apéndices basales apreciables. El estilo es liso, con 2 ramas estilares delimitadas por un anillo de pelos colectores cortos, rodeado en la base por un nectario persistente en el fruto. Estos últimos son cipselas homomorfas, oblongo-obovoides, ligeramente comprimidas, lisas, glabras, truncadas en el ápice, con placa apical plana, de borde resaltado, entero y con nectario algo pentalobulado. El vilano es simple, blanco, caedizo, con 1-3 filas de pelos plumosos, desiguales, los externos más cortos y algunos internos con su extremo ligeramente espatulado y escábrido, soldados por su base en un anillo esclerificado.

## Taxonomía
El género fue descrito por Conrad Moench y publicado en Methodus Plantas Horti Botanici et Agri Marburgensis : a staminum situ describendi, vol. 2, p. 558 en 1794. La especie tipo es Galactites tomentosa Moench.
Etimología
Galactites: nombre genérico que deriva del Griego γάλα, "leche", aludiendo a las manchas blanquecinas de la haz foliar.

## Especies aceptadas
- Galactites duriaei Spach ex Durieu - España, Argelia y Marruecos; introducida en Francia.[6]
- Galactites mutabilis Durieu - Endemismo de Argelia y Túnez.[7]
- Galactites × rigualii Figuerola, Stübing & Peris. Híbrido entre G. tomentosa y G. duriaei.[4]
- Galactites tomentosa Moench[1] - Nativa en el Mediterráneo, desde Marruecos hasta las islas de la costa turca occidental; introducida en Gran Bretaña y Alemania.[8]